# موجة جفاف كبرى

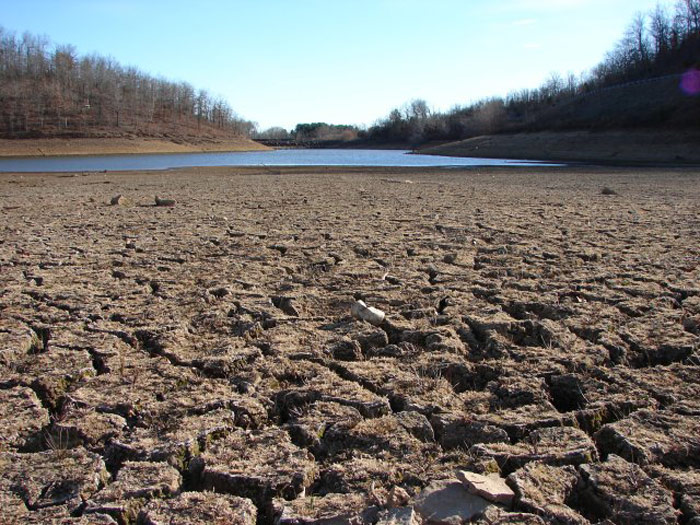
تصحر التربة في كاليفورنيا عام 2009 بسبب الجفاف.

موجة الجفاف الكبرى جفاف مطول يدوم لعقدين أو أكثر. وقد ارتبط الجفاف قديمًا بظروف ظاهرة «النينا» التي استمرت لأعوام عدة (وهي التي تكون فيها درجة حرارة المياة أكثر برودة من الدرجة الطبيعية في المنطقة الشرقية الاستوائية من المحيط الهندي).
يستخدم مصطلح القحط الشديد بشكل عام لوصف طول فترة الجفاف وليس لوصف شدته الحادة. ويستخدم المصطلح في الأبحاث العلمية لوصف القحط الذي يستمر لعقود أو القحط متعدد العقود. لم يوصف القحط متعدد السنوات الذي يستمر لأقل من عقد (عشر سنوات)، مثل قصعة الغبار التي سادت الثلاثينات 1930، بشكل عام على أنها جفافات شديدة رغم استمرارها لفترات طويلة.
يصف الأدب الشعبي أحيانًا حالات الجفاف (القحط) التي تدوم عدة سنوات أو حتى عام واحد على أنها جفافات ضخمة طبقًا لشدتها، أو الأضرار الاقتصادية التي تسببها أو غيرها من المعايير، ولكن هذا هو الاستثناء وليس القاعدة.

## التأثير
وقد أدت الجفافات الضخمة تاريخياً إلى الهجرة الجماعية للبشر بعيداً عن الأراضي المتأثرة بالجفاف، مما أدى إلى انخفاض كبير في عدد السكان عن عددهم قبل الجفاف. ويشتبه في أنها أدت دورًا رئيسيًا في انهيار العديد من الحضارات ما قبل الصناعية، بما في ذلك حضارة شعوب بوبيلو القديمة في الجنوب الغربي لأمريكا الشمالية، وإمبراطورية الخمير في كمبوديا، ومايا من أمريكا الوسطى ، وتيواناكو في بوليفيا، ومملكة يوان الصينية.
عانت منطقة الساحل الأفريقي بالأخص من جفافات متعددة السنوات خلال تاريخها، حيث استمرت أحداثها من القرن الرابع عشر الميلادي 1400 إلى القرن الثامن عشر الميلادي 1750. وعانت أمريكا الشمالية من أربع جفافات شديدة على الأقل خلال الحقبة القروسطية الدافئة.

### الأدلة التاريخية
هناك العديد من المصادر لتحديد حدوث الجفافات وتكرارها في الماضي، بما في ذلك:
عندما تحدث الجفافات الكبيرة، تجف البحيرات والأشجار ونباتات أخرى تنمو في أحواض البحيرة الجافة، وعندما ينتهى الجفاف تمتلئ البحيرات مرة أخرى فتغمر الأشجار فتموت. وفي بعض المواقع ظلت هذه الأشجار قائمة حيث يًمكن دراستها لتعطي تواريخ دقيقة باستخدام الكربون المشع (تقنية التأريخ بالكربون المشع) كما يمكن دراسة حلقات الشجر لنفس الأشجار الطويلة الميتة. وقد وجدت هذه الأشجار في بحيرة مونو وبحيرات تنايا في كاليفورنيا وبحيرة Bosumtwi في غانا وعدة بحيرات أخرى.
علم تحديد أعمار الأشجار، تأريخ ودراسة الحلقات السنوية في الأشجار. تشير تحليل بيانات «حلقة الشجرة» إلى أن الولايات الغربية عانت من جفافات استمرت عشرة أضعاف فترة أي جفاف رأته الولايات المتحدة الحديثة. بناءًا على حلقات الشجرة السنوية سجلت الإدارة الوطنية للمحيطات والغلاف الجوي أنماط الجفاف الذي يغطي معظم الولايات المتحدة في كل عام منذ 1700 م. وقد أعطت بعض الأشجار أدلة على فترة أطول من الجفاف، وخاصة شجر السرو وأشجار الصنوبر المعمرة. أنتجت جامعة أركنساس سلسلة زمنية لحالة الطقس قائمة على حلقات الأشجار على مدار 1238 عامًا حسب حالة الطقس في وسط المكسيك من خلال فحص العينات الأساسية المأخوذة من أشجار السرو مونتيزوما الحية.
أخذت عينة من لب الرواسب البركانية كالديرا في فاليس كالديرا، نيو مكسيكو ومواقع أخرى. تُعود اللباب من فاليس كالديرا إلى 550.000 سنة وهى دليل على جفافات دامت لأطول من 1000 عام خلال العصر الحديث الأقرب حيث كانت الأمطار الصيفية آنذاك شبه معدومة. وقد تمت دراسة البقايا النباتية وحبوب اللقاح الموجود في العينات الأساسية من قاع البحيرات وأضيفت للسجل.
المرجان المتحجر في جزر بالميرا المرجانية. استخدام العلاقة بين درجة حرارة سطح بحر المحيط الهادئ الاستوائي ونسبة نظائر الأوكسجين في الشعاب المرجانية الحية لتحويل سجلات المرجان المتحجر في درجات حرارة سطح البحر. وقد استخدم هذا الأمر لتحديد حدوث ظاهرة النينا وتكرارها.
خلال الجفاف الشديد الذي استمر لمائتي عام في سيرا نيفادا والذي استمر من القرن التاسع للقرن الثاني عشر، نمت الأشجار على الشواطيء الناشئة حديثا في بحيرة فولن ليف، وبما أن البحيرة نمت مرة أخرى فقد حُفظت الأشجار تحت الماء البارد.